# Fotbalová reprezentace Tuvalu
Fotbalová reprezentace Tuvalu reprezentuje Tuvalu na mezinárodních fotbalových akcích, jako je Oceánský pohár národů. Vzhledem k tomu, že není členem FIFA (je pouze asociovaným členem OFC), tak se obvykle neúčastní kvalifikace na mistrovství světa ve fotbale. Objevila se však v roce 2007 na Hrách jižního Pacifiku v městě Apia, které FIFA určila jako předkolo oceánijské zóny kvalifikace na Mistrovství světa ve fotbale 2010 (tři nejlepší týmy postoupily do další fáze proti nasazenému Novému Zélandu), takže vlastně do kvalifikace na MS zasáhla, i když by v případě postupu stejně nemohla na šampionátu nastoupit. Tuvalu hrálo v jedné ze dvou pětičlenných základních skupin; skončilo na posledním místě s jednou remízou a třemi porážkami.